# Equalympic
Equalympic — український телеканал про паралімпійський рух.

## Про канал
17 червня 2021 року Національна рада з питань телебачення та радіомовлення видала ліцензію на терміном 10 років компанії «ТРК «Е-лімпік» на створення телеканалу Equalympic про паралімпійський рух в країні.
Мовлення телеканалу розпочалося 16 серпня 2021 року.

## Контент
- Паралімпійська студія: лижні перегони та біатлон
- Equalympic. Експлейнери
- Equalympic. Інтервю
- Студія Equalympic
- Настільний теніс. Чемпіонат України серед спортсменів з порушенням слуху
- Зимові Паралімпійські ігри 2022
- Плавання. Чемпіонат України серед осіб з порушенням слуху
- Крарате. Чемпіонат України серед осіб з порушенням слуху
- Стрільбова кульова. Чемпіонат України серед спортсменів з ураженнями опорно-рухового апарату
- Боулінг. Чемпіонат України серед осіб з порушенням слуху
- Боча. Кубок України (III ранг) серед осіб з ураженнями ОРА

## Параметри супутникового мовлення
- Супутник — Azerspace 1 46°E
- Частота — 11095
- Поляризація — Горизонтальна (H)
- Символьна швидкість — 30000
- Стандарт — DVB-S2
- Формат зображення — MPEG-4
- FEC — 5/6
- Кодування — FTA